# Pacyfikacja wsi Zanie i Szpaki

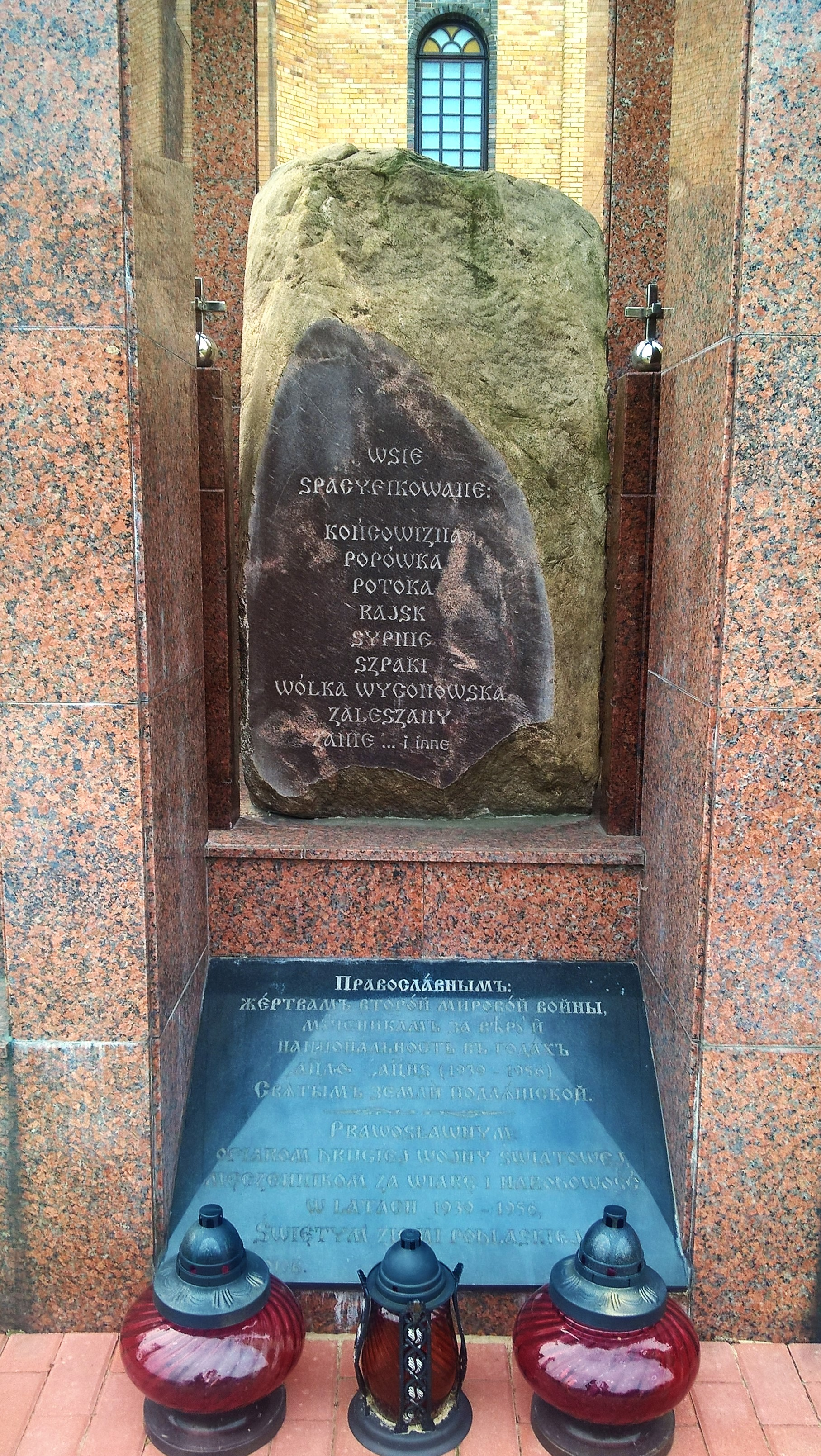
Pomnik prawosławnych mieszkańców Białostocczyzny zabitych i zaginionych w latach 1939–1956 w Białymstoku. Końcowizna, Zanie i Szpaki wymienione wśród miejscowości, w których doszło do zbrodni

Pacyfikacja wsi Zanie, Szpaki i Końcowizna (1–2 lutego 1946) – noszące znamiona ludobójstwa zbrodnie oddziału NZW dokonane w miejscowościach Zanie, Szpaki i Końcowizna na Podlasiu. Wsie zostały częściowo spalone, a w Zaniach i Szpakach łącznie zginęło 31 osób cywilnych.

## Okoliczności
Na Białostocczyźnie konspiracyjną działalność antykomunistyczną prowadziły Armia Krajowa Obywatelska (AKO) oraz Narodowe Zjednoczenie Wojskowe (NZW). Na terenie powiatu Bielsk Podlaski AKO i NZW miały najsilniejsze wpływy w jego części zachodniej, zamieszkiwanej przez ludność polską (katolicką). Wschodnią część powiatu zamieszkiwała głównie ludność prawosławna (powszechnie utożsamiana z białoruską). Wszystkie oddziały partyzanckie NZW działające na terenie Okręgu Białystok podlegały Romualdowi Rajsowi ps. „Bury”.  Na przełomie 1945 i 1946 podjęta została decyzja o wymarszu tej organizacji na teren powiatu Bielsk Podlaski. Celem wymarszu było między innymi zademonstrowanie siły organizacji NZW. 
Specyficzne stosunki narodowościowe w powiecie bielskim opisywał w piśmie z 1945 ówczesny starosta tego terenu. Ogół ludności powiatu określił wówczas na 191 tysięcy, podając że Białorusini stanowią 45% ogółu mieszkańców (86 tys.), a Polacy 55% (105 tys.). W piśmie tym stwierdzano również, że obie społeczności darzą się wzajemną nieufnością i nawet wrogością.
Na przełomie lat 1945/1946 i tak niełatwe stosunki narodowościowe na tym terenie skomplikowała dodatkowo prowadzona na podstawie układów republikańskich akcja repatriacyjna ludności prawosławnej na terytorium Białoruskiej SRR. Z uwagi na to, że początkowo Białorusini w większości odmawiali wyjazdu, w akcję postanowiły aktywnie zaangażować się także AKO/WiN i NZW. Ludność niektórych wsi, szczególnie z powiatów bielskiego i białostockiego, dostawała od tych organizacji ostrzeżenia na piśmie: grożono spaleniem wsi lub śmiercią. Zdarzały się wypadki zabójstw pojedynczych osób lub rodzin po to, by resztę wsi zastraszyć i zmusić do wyjazdu na terytorium radzieckie.  Pod wpływem terroru organizacji partyzanckich prawosławni mieszkańcy zmuszeni byli przykładowo do opuszczenia wsi Sypnie Nowe. Pod groźbą utraty życia lub mienia do przyjęcia katolicyzmu zmuszono również prawosławnych mieszkańców wsi Drochlin.
Jerzy Kułak nie wyklucza, że również wydany przez „Burego” rozkaz spalenia białoruskich wsi mógł być skrajnym przejawem wieloletniego antagonizmu narodowościowego i religijnego między ludnością katolicką a prawosławną. 
Eugeniusz Mironowicz zauważał, że  niektórzy polscy historycy podejmowali próby wyjaśnienia zbrodni Rajsa posługując się stereotypowymi przekonaniami dotyczącymi prawosławnych mieszkańców Białostocczyzny: 

Na początku lat 90. próby historyków, publicystów, organizacji kombatanckich racjonalnego wytłumaczenia tego, co się stało w styczniu-lutym 1946 r., szły w kierunku poszukiwania winy ofiar. Pojawił się wątek powtarzany za słowami „Burego" o wrogim stosunku miejscowej ludności do podziemia, strzelania do żołnierzy polskich we wrześniu 1939 r., ostrzelania przez mieszkańców jednej z wiosek oddziału „Burego" z broni maszynowej, działań oczyszczających teren z agentów NKWD i UB, a nawet prowokacji sowieckiej. Wszystkie te wersje zostały objęte śledztwem prokuratora Białostockiego Oddziału IPN w kwietniu 2002 r. wszczętego na wniosek Społecznego Komitetu do Spraw Ekshumacji Szczątków Osób Pomordowanych w Puchałach Starych”. W ciągu 3 lat prokurator IPN przesłuchał 169 świadków, w większości rodziny ofiar oraz byłych żołnierzy „Burego”, uwzględnił dostępne dokumenty. Wszystkie wersje mające wykazać winę ofiar zostały odrzucone.

W ustaleniach końcowych śledztwa IPN stwierdzono, iż przeprowadzone czynności procesowe nie dają podstaw do uznania, iż w rzeczywistości mieszkańcy pacyfikowanych wsi szczególnie sprzyjali władzy ludowej, zwłaszcza że życia pozbawiono również starców i dzieci. Oddziałowa Komisja Ścigania Zbrodni przeciwko Narodowi Polskiemu w Białymstoku uznała, że teza o sprzyjaniu komunistom opierała się na ogólnym i upowszechnionym wówczas stereotypie, iż osoby deklarujące swoją narodowość jako białoruską mają przekonania komunistyczne, częściej w odróżnieniu od Polaków zapisują się do PPR i pełnią służbę w organach bezpieczeństwa. Komisja stwierdziła, iż „takie rozumowanie funkcjonowało bez wątpienia u „Burego” i jego żołnierzy i przyczyniło się do podjęcia i wykonania zbrodniczych zamiarów”.

## Przebieg wydarzeń
Romuald Rajs 1 lutego 1946 wydał rozkaz, w którym przydzielił dowódców do akcji zniszczenia trzech wsi podlaskich. Za pacyfikację Szpaków odpowiadał Władysław Jurasow ps. „Wiarus”, za atak na Zanie – „Bitny”, a za spalenie wsi Końcowizna „Leszek”. Wieczorem 1 lutego partyzanci wkroczyli do miejscowości Szpaki, którą podpalili i zabili 5 jej mieszkańców: Jana Szeszko (21 lat), Jana Szeszko (45 lat), Pawła Filipczuka (47 lat), Dionizego Szeszko (50 lat) i Wasyla Kłoczko (58 lat). W późniejszym czasie z odniesionych ran postrzałowych zmarła w szpitalu także Maria Pietruczuk oraz Antoni Szeszko. Według zeznań jednego ze świadków partyzanci dopuścili się także gwałtu na jednej z kobiet. Ponadto dwie kolejne osoby zostały postrzelone (Teofil Bałło oraz Michał Rudczuk). Komisja powołana do spisania strat materialnych znalazła ulotkę wzywające do opuszczenia miejscowości przez ludność białoruską w ciągu 14 dni.
Według relacji „Bitnego", podczas podchodzenia do wsi Zanie 2 lutego do oddziału NZW oddano strzały. W odpowiedzi miejscowość została zaatakowana przez trzy plutony: „Gołębia”, „Szczygła” i „Ładunka”. Zdaniem części autorów wydarzenie miało charakter chaotyczny i nieprzemyślany. Domy mieszkańców prawosławnych zostały podpalone, pominięto zabudowania znajdujące się w pobliżu domów katolików. Partyzanci ostrzeliwali osoby wybiegające z płonących budynków. W Zaniach zostały zabite w sumie 24 osoby, a 8 kolejnych odniosło rany od kul.
2 lutego została zaatakowana i spalona wieś Końcowizna licząca 60 mieszkańców. Nikt z nich nie stracił życia.

## Epilog
1 października 1949 Romuald Rajs ps. „Bury” został skazany przez polski sąd na karę śmierci za zbrodnie popełnione na ludności cywilnej. W III Rzeczypospolitej 15 września 1995 wyrok ten został unieważniony przez Sąd Warszawskiego Okręgu Wojskowego na podstawie przepisów Ustawy o uznaniu za nieważne orzeczeń wydanych wobec osób represjonowanych za działalność na rzecz niepodległego bytu Państwa Polskiego. IPN 30 czerwca 2005 roku umorzył śledztwo w sprawie Rajsa. W orzeczeniu napisano m.in.:

...pacyfikacji wsi w styczniu i lutym 1946 r. nie można utożsamiać z walką o niepodległy byt państwa, gdyż nosi znamiona ludobójstwa. W żadnym też wypadku nie można tego co się zdarzyło, usprawiedliwiać walką o niepodległy byt Państwa Polskiego. Wręcz przeciwnie akcje „Burego” przeprowadzone wobec mieszkańców podlaskich wsi, wspomagały komunistyczny aparat władzy i to przede wszystkim poprzez obniżenie prestiżu organizacji podziemnych, dostarczenie argumentów propagandowych o bandytyzmie oddziałów partyzanckich" (...) Działania pacyfikacyjne przeprowadzone przez „Burego” w żadnym wypadku nie sprzyjały poprawnie stosunków narodowych polsko-białoruskich i zrozumienia walki polskiego podziemia o niepodległość Polski. Przeciwnie tworzyły często nieprzejednanych wrogów lub też rodziły zwolenników dążeń oderwania Białostocczyzny od Polski. Żadna zatem okoliczność nie pozwala na uznanie tego co się stało za słuszne.

W związku z opublikowanym 11 marca 2019 przez Instytut Pamięci Narodowej komunikatem w sprawie informacji zawartych w ustaleniach końcowych zamkniętego w 2005 śledztwa dotyczącego Romualda Rajsa „Burego” w swoim stanowisku z 22 marca 2019 IPN wyjaśnił, że Komisja Ścigania Zbrodni przeciwko Narodowi Polskiemu nie prowadzi żadnego nowego postępowania w tej sprawie, badania autorów opisane w jego komunikacie z 11 marca nie mają mocy prawnej i nie wpływają na wynik śledztwa, a zawarte w nim sformułowania nie wyrażają intencji jego wznowienia.

## Upamiętnienie
Przed 1969 ustanowiono pomnik z tablicą o treści „W latach 1941–1946 z rąk niemieckich faszystów i rodzimej reakcji zginęli mieszkańcy wsi Szpaki...”, a wydarzenia we wsi Szpaki zostały opisane w reportażu Józefa Grabowicza pt. Tędy szedł „Bury” z 1969, wydanym w zbiorze zatytułowanym Miłość szuka azylu (1972).
Pacyfikację Zań i Szpaków upamiętniono na pomniku prawosławnych mieszkańców Białostocczyzny zabitych i zaginionych w latach 1939–1956 w Białymstoku, wymieniając obydwie miejscowości wśród tych, w których w wymienionym okresie tragicznie ginęli wyznawcy prawosławia.
Oświadczenie, w którym oddany został hołd ofiarom pacyfikacji, 26 stycznia 2016 przyjęli również radni Bielska Podlaskiego. Miało ono związek z 70. rocznicą tych wydarzeń.
W lipcu 2023 na prawosławnym cmentarzu we wsi Malesze odsłonięty został pomnik ku czci św. Marii Pietruczuk (jednej z ofiar napadu na wieś Szpaki). Pomnik powstał dzięki inicjatywie społecznej „Nasza Pamięć” oraz Białoruskiemu Towarzystwu Historycznemu w Polsce.